# 卿秦
卿 秦（けい しん、生没年不詳）は、中国戦国時代末期に燕の燕王喜の元で将軍を務めた人物。

## 経歴
紀元前251年、燕王喜の指示で趙との友好を深める為に孝成王の誕生日を祝う使者として栗腹が贈り物を携え趙に派遣されるも栗腹は帰国後、長平の戦いやその後の邯鄲包囲など、秦の度重なる攻勢で疲弊した趙の国情を燕王喜に報告。
それを受け燕王喜は方針を転換して栗腹を総大将とした軍勢を派遣し、卿秦も一軍の将として出兵したが、栗腹は廉頗率いる8万の趙軍に鄗の辺りで敗北して趙軍に殺害された。卿秦もこの戦いで敗れ捕虜となった（ 鄗・代の戦い）。